# Вулых, Ида Пинхасовна
Ида Пинхасовна (Петровна) Вулых (при рождении Ида Пинхосовна; 6 февраля 1912, Бельцы, Бессарабская губерния — 1989, Москва) — советский библиограф, музыковед. Сестра архитектора Е. П. Вулыха.

## Биография
Окончила Бухарестскую (по другим данным Пражскую) консерваторию по классу фортепиано. Работала музыковедом. После присоединения Бессарабии к СССР в 1940 году вернулась в Бельцы. В годы войны — в эвакуации в Джамбуле. Отец, фотограф и владелец фотоателье Пинхус Мовшевич (Моисеевич) Вулых (родом из Сорок), был в числе 40 видных представителей еврейского населения, расстрелянных немцами 12 июля 1941 года у Бекировского моста в Сороках. Мать, Бася Ихиловна Вулых (урождённая Бровер, 1883—1941), погибла в гетто осенью того же года.
После переезда в Москву поступила на работу в музыкальный отдел Государственной библиотеки имени Ленина, где работала до конца жизни (впоследствии — главный библиограф). Была одним из инициаторов, а впоследствии руководителем проекта многотомного реферативного указателя зарубежной литературы о музыке.
Автор обширной библиографической серии «Зарубежная литература о музыке» (М.: Советский композитор, 1962—1972, с переизданиями, в соавторстве с П. Х. Канановым), методических пособий по библиотечно-библиографическим таблицам и классификациям, серии «Библиотечно-библиографическая классификация» (в 4-х выпусках), статей по организации библиотечного дела. Сотрудничала в журнале «Советская библиография».

## Семья
- Старшая сестра — Миля Пинхусовна (Эмилия Петровна) Вулых (рум. Emilia (Milea) Vulih, 2 января 1909—1987), экономист, сотрудница министерства внешней торговли Румынии, торгпред СРР в Исландии; репрессирована в 1959 году в ходе чисток «ставленников Москвы» в министерстве внешней торговли (осуждена по обвинению в саботаже экономики СРР)[9][10][11].
- Тётя (сестра матери) — Шлима Ихилевна (Суламифь Михайловна) Штернталь (урождённая Бровер, 1897—1982), была замужем за математиком Абрамом Фроймовичем Штернталем (1900—1956), доцентом кафедры физики и математики Кишинёвского педагогического института имени Иона Крянгэ, автором учебника по математическому анализу для вузов на молдавском языке «Întroducere în studiul analizei matematice» (1957, 1966) и переводчиком серии школьных учебников по алгебре и геометрии на молдавский язык[12].
- Двоюродный брат — Юрий Моисеевич Бровер (род. 1934), инженер, автор монографии «Уплотняющие устройства электропечей сопротивления» (М.: Энергоиздат, 1971 и 1982), изобретений.

## Публикации
- Кананов П. Х., Вулых И. П. Зарубежная литература о музыке: реферативный указатель книг за 1954—1958 гг. Выпуск 1. М.: Советский композитор, 1962. — 266 с.
- Кананов П. Х., Вулых И. П. Зарубежная литература о музыке: реферативный указатель книг за 1954—1958 гг. Выпуск 2: Музыкальная культура стран Европы. М.: Советский композитор, 1963. — 496 с.
- Вулых И. П., Комарова Р. А., Колесникова Л. Д., Вартанова М. Г. Библиотечно-библиографическая классификация: таблицы для научных библиотек. Выпуск 21: Изобразительное искусство. Искусствознание. М.: Книга, 1964.
- Вулых И. П. Библиотечно-библиографическая классификация: таблицы для научных библиотек. Выпуск 7—11: Техника. Технические науки. Строительство. М.: Книга, 1965.
- Кананов П. Х., Вулых И. П. Зарубежная литература о музыке: реферативный указатель книг за 1954—1958 гг. Выпуск 3: Виды и жанры музыки. М.: Советский композитор, 1966. — 190 с.
- Кананов П. Х., Вулых И. П. Зарубежная литература о музыке: реферативный указатель книг за 1954—1958 гг. Выпуск 2, часть II. М.: Советский композитор, 1967. — 110 с.
- Кананов П. Х., Вулых И. П. Зарубежная литература о музыке: реферативный указатель книг за 1954—1958 гг. Выпуск 3, часть II. М.: Советский композитор, 1968. — 246 с.
- Вулых И. П. Библиотечно-библиографическая классификация: таблицы для научных библиотек. Выпуск 5: Культура. Наука. Просвещение. Филологические науки. Художественная литература. Искусство. Искусствознание. Религия. Атеизм. Философские науки. Психология. М.: Книга, 1971.
- Кананов П. Х., Вулых И. П. Зарубежная литература о музыке. Реферативный указатель за 1959—1966 гг. Выпуск 1: Литература общего содержания. Методология и история музыкознания. Теоретические и исторические музыкальные дисциплины. М.: Советский композитор, 1972. — 604 с.
- Данилова О. В., Вулых И. П. Общая методика классифицирования произведений печати по таблицам библиотечно-библиографической классификации для научных библиотек: общие положения и правила. М., 1973.
- Кананов П. Х., Вулых И. П. Зарубежная литература о музыке. Часть 1: Музыкальная культура стран и народов мира. М.: Советский композитор, 1978.
- Алексеева Е. И., Беневоленская А. В., Вулых И. П. Классифицирование произведений печати по таблицам библиотечно-библиографической классификации: Общая методика. Пособие для библиотекарей. М.: Книга, 1980. — 228 с.
- Вулых И. П., Жданова Т. А., Озеров В. Ю. Зарубежная литература по музыке. Реферативный указатель за 1959—1966 гг. Выпуск II. Часть вторая. М.: Советский композитор, 1988. — 496 с.